# 미켈 리코
미켈 리코 모레노(스페인어: Mikel Rico Moreno ˈmikel ˈriko moˈɾeno[*], 바스크어:  mikel riko moɾeno, 1984년 11월 4일, 바스크 주 아리고리아가 ~)는 스페인의 프로 축구 선수로, 현재 우에스카에서 중앙 미드필더로 활약하고 있다.
콩켄세, 폴리 에히도, 그리고 우에스카를 비롯한 스페인 하부 리그에서 활약하던 그는 2011년에 그라나다 소속으로 라 리가 무대에 입성했고, 2년 후에 아틀레틱 빌바오로 이적했다. 그는 8년 동안 1부 리그에서 총 200경기에 출전해 15골을 기록한 후 우에스카로 2019년 여름에 복귀했다.

## 클럽 경력

### 초기 경력
리코는 비스카이아 도 아리고리아가 출신으로, 리코는 파두라나 다노크 바트 같은 동네 구단에서 축구를 처음 배웠다. 이후, 그는 바스코니아의 유소년부에 입단했는데, 이 구단은 아틀레틱 빌바오의 위성 구단이기도 했다. 2001년 4월, 그는 호세바 아리아가와 안도니 이라올라가 출전한 테르세라 디비시온 경기에서 막판 교체로 출전했다.
리코는 2003년에 콩켄세로 이적했다. 그는 1년차를 대부분 2군에서 보냈지만, 2년차에는 세군다 디비시온 B의 1군에서 주전으로 활약하였고, 그를 유심히 지켜보던 폴리 에히도가 그를 2005년에 영입했다.
리코는 2005-06 시즌에 콩켄세에 임대로 복귀했는데, 시즌 끝에 3부 리그에서 강등당했다. 그는 이듬해에 에히도 소속으로 프로 무대 첫 경기를 치렀고, 20번의 리그 경기에 출전한 후, 우에스카로 또다시 임대되었다.
2007-08 시즌, 리코는 플레이오프전 끝에 우에스카의 2부 리그 승격에 일조했다. 그 후, 그는 산토 도밍고로 복귀해 3부 리그에 소속된 원 구단 소속으로 1년을 더 보냈다.

### 우에스카와 그라나다
2009년 여름, 리코는 우에스카로 완전 이적했다. 2010년 6월 19일, 그는 시즌 총 5골 중 1골을 기록했는데, 이 경기에서 아라곤 주 연고 구단은 셀타 비고 원정에서 귀중한 1-0 승리를 챙겨 잔류를 확정지었다. 2010년 8월 31일, 리코는 또다른 2부 리그 구단인 그라나다로 €600,000에 4년 계약을 맺고 이적했다. 그는 그라나다 1년차에도 비슷한 활약을 펼쳤는데, 40경기에 출전해 2번 골망을 흔들어, 3,500분 가까이 출전했는데, 소속 구단은 플레이오프전 끝에 30년도 넘은 세월 만에 라 리가 무대에 복귀했다. 그는 그라나다가 승격하는 과정에 여러 역할을 배정받아 다재다능함을 과시했다.
2011년 8월 27일, 리코는 27세의 나이에 마침내 1부 리그 무대 신고식을 치렀는데, 0-1로 패한 베티스와의 안방 더비 경기에서 90분을 소화했다. 그는 10월 31일에 2-1로 이긴 세비야와의 경기에서 90분 결승골로 1부 리그 첫 골을 넣었다. 그라나다 소속으로, 그는 전방위 미드필더 외에도 수비형 미드필더으로도 배치되었다.

### 아틀레틱 빌바오
2013년 8월 말, 리코는 €35M 인수 조항이 붙은 3년짜리 계약서에 서명하며 아틀레틱 빌바오에 합류했다. 9월 1일, 그는 1-3으로 패한 레알 마드리드와의 원정 경기에서 빌바오 소속으로 신고식을 치렀다. 그는 처음 2년 동안 모든 대회를 통틀어 94번의 경기에 출전했는데, 이 중 대부분을 선발로 출전했고, 특히 2014-15 시즌 챔피언스리그에서는 전 경기 출전했으며, 바르셀로나에 석패한 코파 델 레이 결승전에도 출전했다. 그 후, 에르네스토 발베르데 감독은 그의 기용 빈도를 줄였는데, 2015-16 시즌에는 30경기, 2016-17 시즌에는 23경기 출전했지만 주로 막판 교체로 출전했다.
호세 앙헬 시간다가 취임한 2017-18 시즌에는 리코의 빌바오 시대의 끝이 임박했음을 재확인했는데, 전반기에 신체적 문제로 회복에 전념하면서 단 한 번의 경기에도 출전하지 못했고, 신임 감독 또한 다채로운 선수진을 구성해 그의 최적 전술을 구사하기 위한 시도가 있었다. 그러다가, 33번째 생일 며칠 후에 비야레알과 1-1로 비긴 2017년 11월 19일 경기에 후보로 대기한 후, 그는 다시 주전으로 재도약했고, 이어지는 8번의 리그 경기와 2번의 유로파리그 경기에 출전했는데, 아틀레틱은 그동안 무패행진을 달렸다.
2018년 2월 2일, 33세의 리코는 2019년 6월까지 유효한 연장 계약을 체결했다. 2019년 초, 그는 시즌을 끝으로 계약이 만료되면서 빌바오를 떠날 것임을 발표했다. 구단의 마지막 안방 경기는 그를 비롯해 오랜 기간 빌바오에 헌신하고 비슷한 상황에 구단을 떠나는 안데르 이투라스페와 마르켈 수사에타의 헌정 경기가 되었다.

### 우에스카
2019년 7월 7일, 리코는 우에스카에 자유 계약으로 복귀했다. 35세의 노장은 복귀 1년차에 42경기 출전하여 7골을 기록했는데, 소속 구단은 2부 리그 우승으로 1년 만에 1부 리그로 복귀했다.

## 국가대표팀 경력
리코는 스페인 국가대표팀의 어느 연령대 경기에도 출전하지 못했다. 다만, 그는 비공식적으로 바스크 대표팀 경기에 출전한 경력이 있다.

## 수상
아틀레틱 빌바오
- 수페르코파 데 에스파냐: 2015

- 세군다 디비시온: 2019–20[23]